# АК-103
АК-103 — російська модифікація автомата Калашникова 100-ї серії під набій 7,62×39 мм.

## Характеристики
АК-103 обладнаний кріпленнями для установки підствольного гранатомета ГП-25, оптичних (наприклад, ПСО-1) і нічних прицілів (наприклад, НСПУМ).

## Бойове застосування
Були неодноразово помічені на озброєнні злочинних угрупувань в Нігерії. Так, в жовтні 2017 року одна одиниця АК-103 була помічена в угрупування злочинців, які здійснили атаку на підрозділ дорожньої поліції. Перед тим одна одиниця АК-103 (разом з купою інших автоматів Калашнікова та одним H&K G3) була вилучена в угрупування крадіїв худоби в травні 2016 року.
Найімовірніше АК-103 здобули поширення в цьому регіоні із Лівії: наприкінці 2003-початку 2004 року режим Каддафі вів перемовини про придбання офіційно невідомої кількості АК-103-2. Після повалення режиму та початку громадянської війни дані автомати були помічені в Алжирі, Чаді, Єгипті, Малі, Нігерії, та Тунісі, хоча жодна із перелічених країн офіційно АК-103 не закуповувала.
Імовірно з Лівії АК-103 потрапили навіть на чорний ринок в Іраку та в арсенали збройних угрупувань в секторі Гази.

### Російсько-українська війна
Поблизу населеного пункту Димер на Київщині спецпризначенці ГУР МО України знищили колону Росгвардії. Залишені окупантами в розбитих машинах документи 748 окремого батальйону оперативного призначення Росгвардії (в/ч 6912, м. Хабаровськ) серед яких був атестат з переліком наявної в підрозділі зброї. В переліку було названо, зокрема, автомати АК-103 та набої для нього (7,62 ПС та 7,62 Т-45).

## Оператори
- Алжир: використовується пара-командос[7].
- Вірменія: ліцензійне виробництво АК-103 розпочалось у липні 2020 року[8].
- Індія: виготовляється приватною компанією за ліцензією для потреб морського спецназу[9].
- Іран: продаж невідомої кількості АК-103 для використання секторами іранських спецназівців та морської піхоти та використання спеціальними силами Корпусу вартових ісламської революції[10] Як повідомлялося, зброя була відправлена в Іран у серпні 2016 року[11]. Як повідомляється, КВІР використовує АК-103[12].
- Лівія: на багатьох фотографіях видно в руках повстанців та лоялістів Каддафі. Використовувані гвинтівки мають версію АК-103-2[13]
- Палестина: використовується бригадами "Ізз ад-Дін аль-Кассам"[14].
- Російська Федерація: знаходиться на озброєнні різних груп спецназу, спецгруп поліції, використовується цивільними[15].
- Сирія: використовується поліцією[16][17]
- Венесуела: стандартна зброя венесуельської армії[джерело?]. Виготовляється за ліцензією на заводі CAVIM з початковими виплатами ліцензійних зборів в 2006 році і передачею російських АК-103 Венесуелі в 2008 році[18]. Заводи CAVIM що виготовляють AK-103 офіційно відкрилися в 2012 році без необхідного виробничого обладнання[18][19]. АК-103 виробництва CAVIM були доставлені до армії Венесуели в 2013 році[20]. Через проблеми з заводом, коли російський підрядник не дотримався строків у випадку шахрайства, що змусило CAVIM закінчити решту будівельних робіт[21], повномасштабне виробництво розпочнеться до 2019 року[22].

Потенційні
- Саудівська Аравія: 5 жовтня 2017 року Міністерство оборони Саудівської Аравії та російський уряд підписали угоди про придбання систем С-400, ПТРК Корнет-ЕМ, реактивних вогнеметів ТОС-1А «Солнцепек», автоматичних гранатометів АГС-30 та автоматів АК-103. При цьому Рособоронекспорт має передати частину технологій та налагодити виробництво запасних деталей, необхідних для підтримання зазначених зразків техніки у працездатному стані[23].